# José Manuel García Rodríguez
José Manuel García Rodríguez, conocido como "Roxio" (Avilés, 21 de enero de 1951) fue un ciclista español, que fue profesional entre 1976 y 1980. Ganó una etapa a la Volta a Cataluña de 1978 con final en Manresa después de una escapada de 175 km.

## Palmarés
- 1975
  - 1.º en el Trofeo Elola
- 1976
  - 1.º en el GP Caboalles de Abajo
- 1977
  - Vencedor de una etapa de la Vuelta a Cantabria
- 1978
  - Vencedor de una etapa de la Volta a Cataluña
- 1979
  - Vencedor de una etapa de la Vuelta a Asturias

### Resultados a la Vuelta a España
- 1976. 27.º de la clasificación general
- 1977. 12.º de la clasificación general
- 1978. Abandona
- 1979. 56.º de la clasificación general
- 1980. Abandona